# A Gifted Man
A Gifted Man è una serie televisiva statunitense creata da Susannah Grant per la CBS.
La serie, con protagonista Patrick Wilson, ha debuttato sulla CBS il 23 settembre 2011. In Italia è stata trasmessa in prima visione in chiaro su Rai 2 a partire dal 27 febbraio 2013.

## Trama
Michael Holt è un affermato chirurgo che gestisce una clinica a New York per clienti facoltosi. Freddo ed egocentrico, Holt vive una vita confortevole e materialista, ma la sua vita cambia improvvisamente quando riesce a vedere e a comunicare con Anna, la sua ex moglie defunta, morta recentemente in un incidente stradale. Anna chiede a Michael di lavorare nella clinica gratuita che dirigeva, per persone bisognose senza i benefici dell'assicurazione sanitaria. Michael si ritrova a contatto con una nuova realtà, fatta di persone povere e in difficoltà, molto differenti dalla sua clientela abituale.

## Personaggi e interpreti
- Michael Holt, interpretato da Patrick Wilson:
È un affermato chirurgo che gestiva una clinica di lusso, da quando può comunicare con il fantasma dell'ex moglie, la sua vita cambia radicalmente.
- Anna Paul, interpretata da Jennifer Ehle:
 È l'ex moglie di Michael, deceduta in un incidente stradale. In vita gestiva una clinica per persone bisognose.
- Milo Cantoni, interpretato da Liam Aiken:
 È il figlio adolescente di Christina.
- Rita Perkins-Hall, interpretata da Margo Martindale:
È l'assistente di Michael.
- Anton, interpretato da Pablo Schreiber:
 È uno sciamano e guaritore spirituale che aiuta Michael a capire le sue esperienze ultraterrene
- Kate Sykora, interpretata da Rachelle Lefèvre:
 È una dottoressa che lavora nella clinica di Anna.
- Autumn, interpretata da Afton Williamson:
 È una volontaria che lavora nella clinica di Anna.

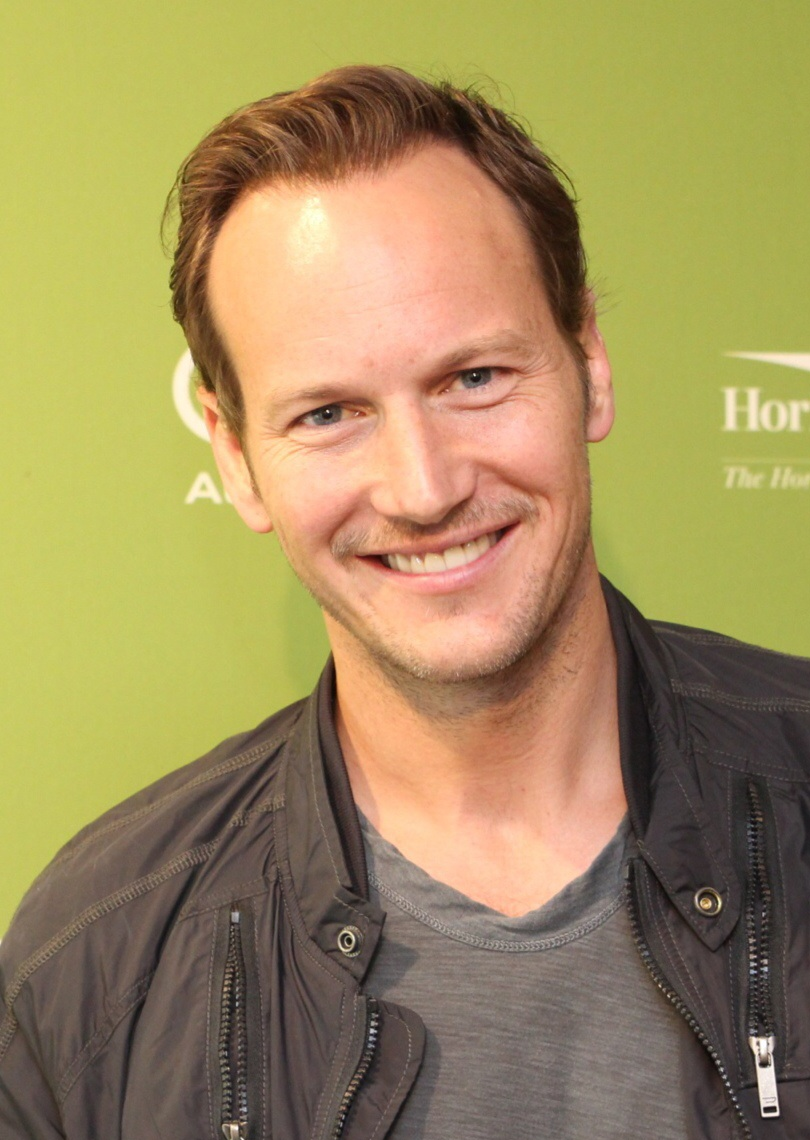
Patrick Wilson interpreta Michael Holt
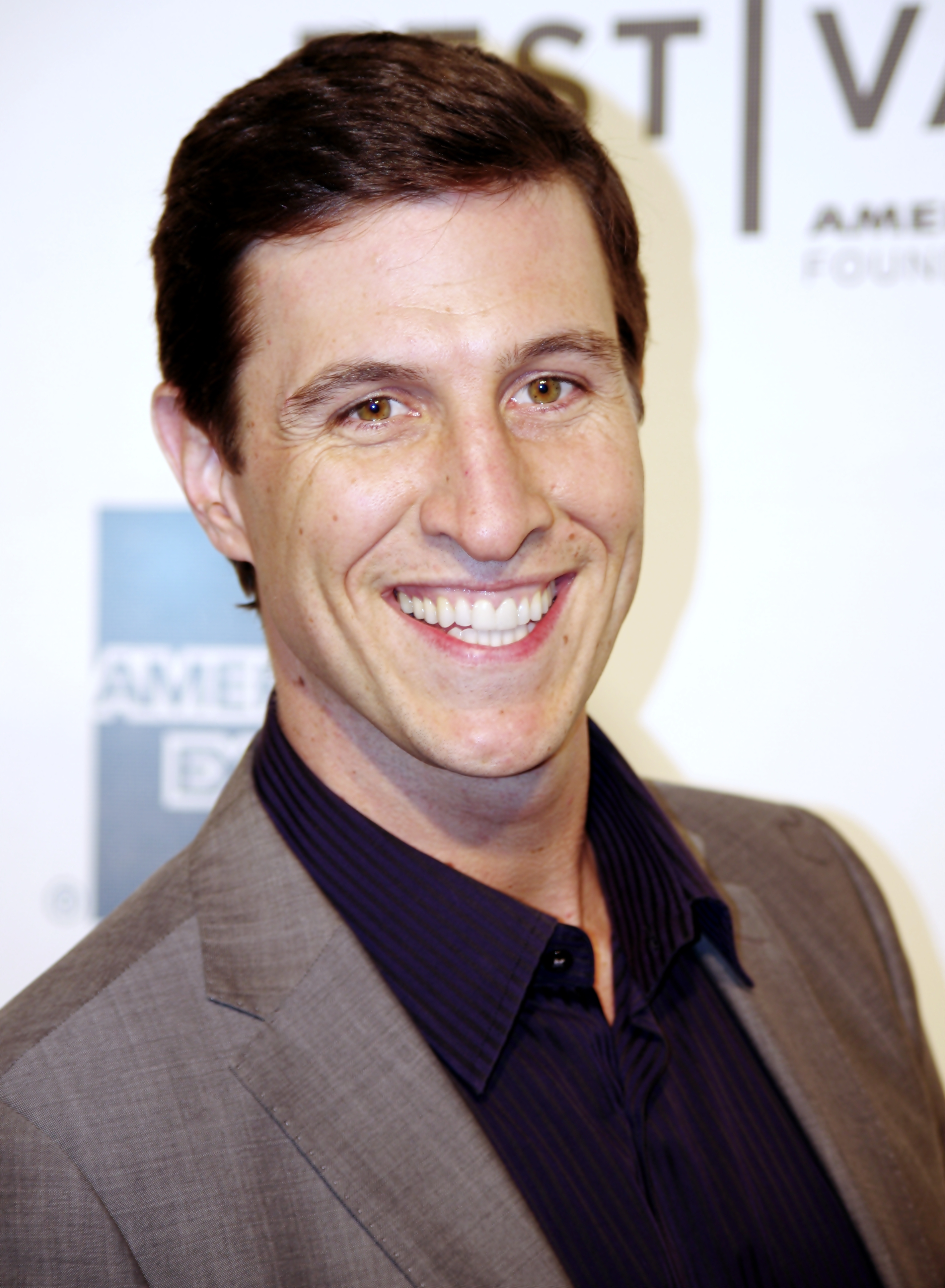
Pablo Schreiber interpreta Anton
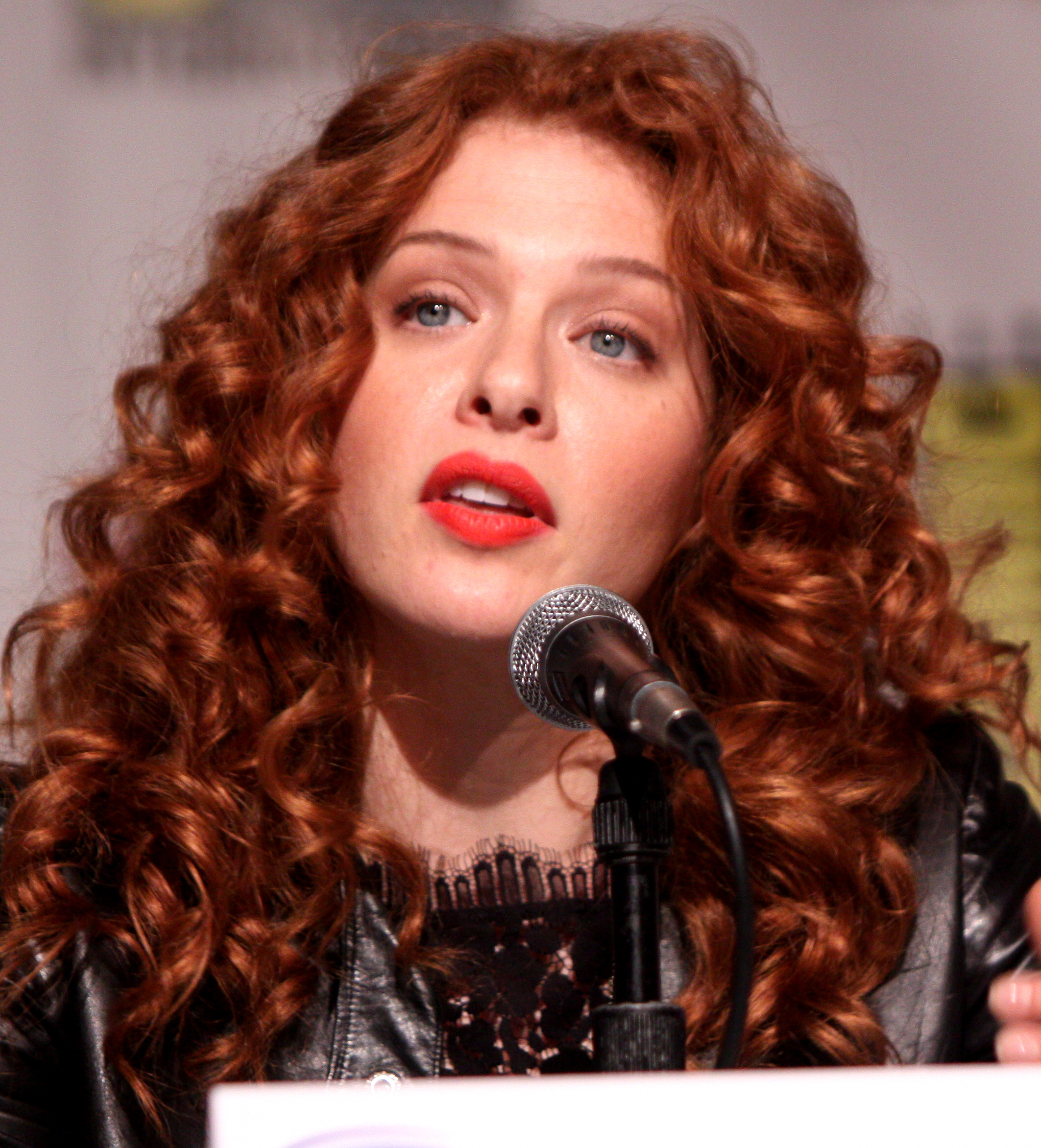
Rachelle Lefèvre interpreta Kate

## Episodi
| Stagione       | Episodi | Prima TV USA | Prima TV Italia |
| -------------- | ------- | ------------ | --------------- |
| Prima stagione | 16      | 2011-2012    | 2013            |

## Produzione
A Gifted Man è prodotto da CBS Television Studios e Timberman-Beverly Productions. Jonathan Demme, che figura tra i produttori esecutivi della serie, ha diretto l'episodio pilota, scritto da Susannah Grant.
Pablo Schreiber ha partecipato all'episodio pilota in veste di guest star, successivamente si è unito al cast fisso della serie. Nel corso della serie sono previste le partecipazioni degli attori Eriq La Salle e Mike Doyle, rispettivamente nei ruoli del neuropsichiatra Evan Morrison e del dottor Victor Lantz.
Il 14 novembre 2011 la CBS ha ordinato la creazione di altri tre episodi della serie, che si aggiungeranno quindi ai tredici già confermati.
Il 10 maggio 2012 A Gifted Man è stata cancellata dalla CBS.